# Organo della chiesa di Santa Maria a Buttforde

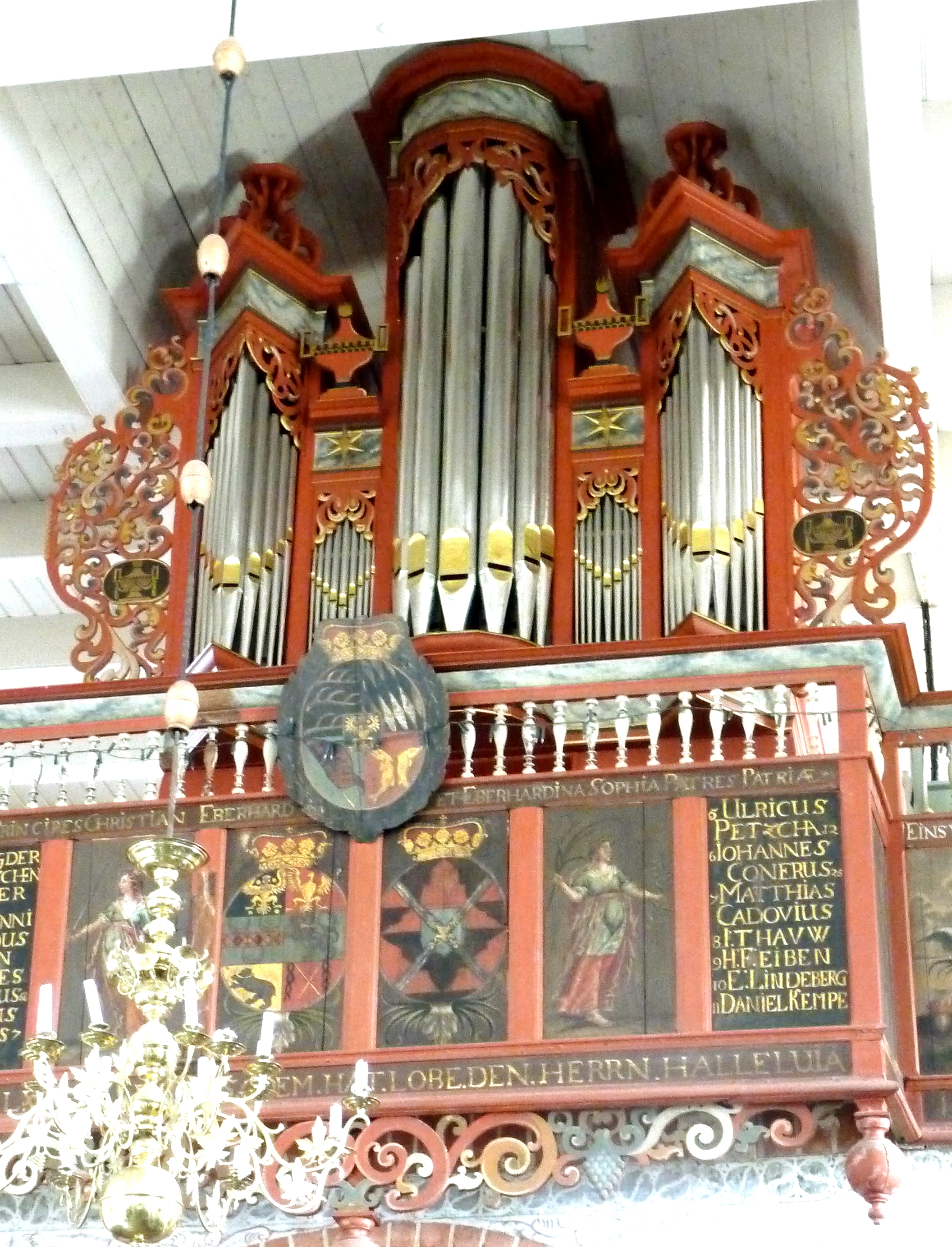
L'organo della chiesa di Santa Maria a Buttforde.

Con organo della chiesa di Santa Maria ci si riferisce a un organo monumentale costruito a Buttforde, in Germania.

## Storia
L'organo venne realizzato nel 1681 da Joachim Richborn sopra il jubé della chiesa. Il prospetto, composto da una struttura poligonale in tipico stile nordico, evidenzia notevoli influssi di Arp Schnitger. Per poter posizionare le canne del principale da 8' si dovette creare un apposito incavo nel soffitto. Non è certo se lo strumento, originariamente, fosse dotato di ante a protezione delle canne, anche se questo dettaglio pare fosse previsto dal progetto iniziale. Nel 1691 la cassa venne dipinta con i colori attuali.
Diverse riparazioni furono effettuate nel corso del XVIII secolo, e, nel 1803, Gerhard Janssen Schmid effettuò un restauro, aggiungendo anche le urne neoclassiche che contengono i cymbelstern e alcune decorazioni.
Nel 1949 Alfred Führer eseguì un nuovo restauro, sostituendo la tromba da 8'. L'ultimo intervento venne effettuato da Hendrik Ahrend fra il 2011 e il 2012. Ahrend restaurò filologicamente lo strumento, riportandolo alle sue condizioni originarie del 1681. 

### Caratteristiche tecniche
Attualmente l'organo è a trasmissione interamente meccanica, il corista del La corrisponde a 469 Hz, la pressione del vento è di 65 mm in colonna d'acqua e il temperamento è inequabile. La disposizione fonica è la seguente:
| Manuale CDEFGA-c3 |    |   |
| Principal         | 8' | R |
| Gedact            | 8' | R |
| Octave            | 4' | R |
| Flöte             | 4' | R |
| Nassat            | 3' | R |
| Octave            | 2' | R |
| Sexquialtera      | II | R |
| Mixtur            | V  | R |
| Trompete          | 8' | F |
| Cymbelstern       |    | R |

| Pedaliera CDEFGA-d1            |
| Costantemente unita al manuale |

R = Joacuim Richborn (1681).
F = Alfred Führer (1949).